# Medaglia di lungo servizio nel NSDAP
La medaglia di lungo servizio nel NSDAP (in tedesco: Dienstauszeichnung der NSDAP) fu un'onorificenza creata da Adolf Hitler il 2 aprile 1939 per premiare la fedeltà dei membri del partito nazista in Germania.
I canoni per la ricezione della medaglia, prevedevano una buona condotta nel proprio operato, attività e soprattutto un certo numero di anni di militanza nelle file del partito nazista e per il calcolo dell'anzianità si faceva riferimento al febbraio del 1925. Considerazioni a discrezione del singolo per la concessione dell'onorificenza venivano fatte per quanti avessero militato in SS, NSKK, NSFK, DAF e l'NSTStB, oltre alle organizzazioni della gioventù del partito nazista.
La decorazione cessò di essere concessa con la fine del regime nazista in Germania nel 1945.

## Gradi
L'Onorificenza disponeva di tre gradi di benemerenza diversificati a seconda dell'anzianità:
- I classe - 25 anni di servizio
- II classe - 15 anni di servizio
- III classe - 10 anni di servizio

| Medaglie |         |         |
| 25 anni  | 15 anni | 10 anni |

| Nastri  |         |         |
| 25 anni | 15 anni | 10 anni |

## Insegne
La medaglia era identica per tutti e tre i gradi nella sua forma: essa era composta da una croce di ferro raggiante avente in centro un tondo contornato da una corona d'alloro e con impressa nel centro un'aquila nazista reggente tra le zampe un tondo con una corona d'alloro avente al proprio interno una svastica. Il retro la decorazione era identica al fronte ad eccezione del tondo centrale nel quale era riportata la frase "TREUE FÜR FÜHRER UND VOLK". La medaglia per i 10 anni di servizio era realizzata completamente in bronzo brunito, quella per i 15 anni era in argento smaltata di blu e quella per i 25 anni di servizio era in oro smaltata di bianco.
Il nastro era simile nei primi due ranghi (10 e 15 anni di servizio) ove si presentava nero con due fasce bianche per ciascun lato e con un'aquila nazista con svastica circondata da una corona d'alloro in bronzo per la III classe e blu con due fasce bianche per ciascun lato e con un'aquila nazista con svastica circondata da una corona d'alloro in argento per la II classe. La I classe era contraddistinta da un nastro rosso con un'aquila nazista con svastica circondata da una corona d'alloro d'oro e da una fascia per lato composta da una grande fascia bianca sulla quale stavano incise una fascia bruna più grande e una striscia più piccola dello stesso colore al fianco di questa.